# Tryktrak

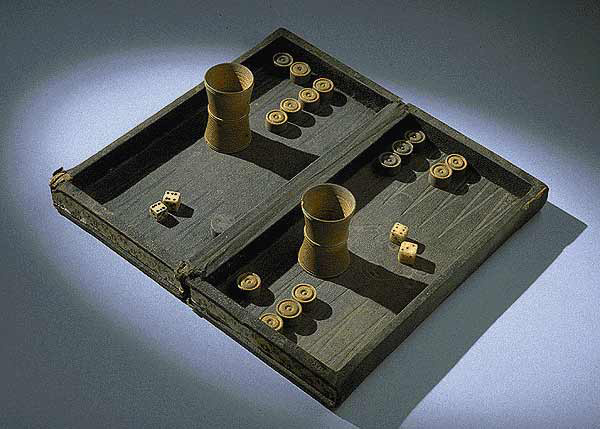
Zestaw do gry w tryktraka z XIX w.

Tryktrak (ang. backgammon) lub Nardy (od pal. nēw-ardaxšīr — dosłownie: odważny Ardaszir) – gra planszowa dla dwóch graczy. Każdy z graczy dysponuje 15 pionami w odrębnych kolorach, które przesuwa po planszy, składającej się z 24 pól (trójkątów), nazywanych liniami, zgodnie z liczbą oczek wyrzuconych na dwóch kostkach. Celem gry jest zdjęcie wszystkich swoich pionów z planszy. Wygrywa gracz, który uczyni to pierwszy.

## Historia
Różne gry podobne do tryktraka były znane zarówno w Azji, jak i w Europie już w czasach starożytnych. Grano w nie głównie w basenie Morza Śródziemnego, na Bliskim Wschodzie i Azji Mniejszej. Możliwe, że słowa Alea iacta est odnosiły się właśnie do tej gry, a nie do klasycznych kości określanych jako „cubus”. Tryktrak do dzisiaj jest ludową grą Gruzinów, Ormian, Arabów i Turków, znany jest także w krajach Europy Południowej i Wschodniej, m.in. w Grecji, Bułgarii, na terenach byłej Jugosławii i ZSRR.
Angielska nazwa backgammon powstała w XVII wieku i pochodzi prawdopodobnie od średnioangielskiego słowa gamen oznaczającego grę: back game, czyli gra do tyłu, odnosi się do zasad: powrotu do domu swoimi pionami, a także możliwości zbicia i zaczynania od początku. Być może źródłosłowem jest też częste umieszczanie planszy do gry w tryktrak na odwrocie planszy do szachów.

## Zasady gry
Początkowe ustawienie pionów na planszy przedstawia poniższy obrazek.
Gracz posługujący się pionkami czarnymi porusza się po polach oznaczonych na rysunku od liczby 1 do 24. Gracz posiadający piony czerwone porusza się w przeciwnym kierunku – od 24 do 1. 
Po rzucie może przesunąć swe dwa pionki o liczby wskazane na kostkach (lub jednym pionem dwa razy). Piony można przestawiać wyłącznie na pola, na których nie znajdują się co najmniej dwa piony przeciwnika.
Wyjątkowym rzutem jest tak zwany „dubel” (ta sama liczba oczek na obu kostkach), który daje łącznie cztery ruchy o wskazaną liczbę oczek.
W ostatniej fazie gracz musi doprowadzić wszystkie swe pionki do „domu”. Dla gracza z czarnymi pionkami są to pola oznaczone numerami 19–24. Dopiero wtedy może zdejmować pionki z planszy. Odbywa się to poprzez wyrzucenie kostką liczby oczek potrzebnej pionkowi do opuszczenia planszy. Jeżeli gracz wyrzuci 6, a nie posiada pionków na szóstym polu (licząc od krawędzi planszy), to może zdjąć pion z kolejnego pola.
W czasie gry można zbijać. Zbicie polega na umieszczeniu swego pionka na polu, na którym znajduje się pojedynczy pionek przeciwnika (tzw. „blotka”). Po biciu pionek zbity jest odkładany na bandę i przeciwnik nie może kontynuować gry, dopóki jego pionek najpierw nie wróci na planszę. By pionek wrócił na planszę, trzeba rzucić kostką i rozpocząć grę tym pionkiem tak, jak gdyby znajdował się on na polu zerowym.
Linia znajdująca się na planszy nosi nazwę banda, a miejsce, do którego gracz musi włożyć piony – dwór.

## Podstawowa strategia
W grze podstawową umiejętnością jest takie poruszanie pionkami, aby nigdy nie pozostawały samotne (samotne piony przeciwnik może zbijać).
Gracz stara się zablokować jak najwięcej pól w swym „domu”, a następnie zbić pion przeciwnika – wtedy graczowi trudno będzie odzyskać pion (w najlepszej sytuacji można zablokować cały dom – wtedy przeciwnik musi czekać, aż gracz zacznie opuszczać planszę).